# Jean Samazeuilh
Jean-Pierre Samazeuilh (Bordeaux, 17 de Janeiro de 1891 - Mérignac, 13 de Abril de 1965) foi um tenista francês.
Ganhador de um torneio de Roland Garros em 1921.

## Grand Slam finais

### Simples: 3 (1–2)
| Resultado | Ano  | Campeonato       | Piso  | Oponente     | Placar             |
| Vice      | 1914 | Aberto da França | Grama | Max Decugis  | 3–6, 6–1, 6–4, 6–4 |
| Campeão   | 1921 | Aberto da França | Grama | André Gobert | 6–3, 6–3, 2–6, 7–5 |
| Vice      | 1922 | Aberto da França | Grama | Henri Cochet | 8–6, 6–3, 7–5      |